# Der Bloasbalg
Restaurant Der Bloasbalg was een restaurant gevestigd in Wahlwiller, in Nederland. Het was een kwaliteitsrestaurant dat in de periode 1985-2005 in het bezit was van een Michelinster.
Vanaf het begin tot 2005, toen hij het restaurant verkocht, was Jan Waghemans de chef-kok.
Der Bloasbalg was een lid van de Alliance Gastronomique Néerlandaise.
Het restaurant sloot in 2006 en in plaats daarvan kwam restaurant "Les Arômes".

## Historie
Jan en Ellie Waghemans begonnen in 1966 met Camping Valencia. Onderdeel van de camping was een kleine kantine, waar ze snacks en drinken verkochten aan hun gasten. In 1976 sloten zij de camping en gingen verder als restaurant. In het begin liepen de zaken moeizaam, maar met het groeien van de ervaring van Jan Waghemans (van oorsprong een huisschilder) stegen ook de kwaliteit en het aantal gasten. In 1985 kregen zij de Michelinster toegekend.